# La extraña casa elevada entre la niebla
La extraña casa elevada entre la niebla o La extraña casa de la niebla (en inglés The Strange High House in the Mist) es un cuento corto escrito por el autor americano de horror H. P. Lovecraft en 1926 y publicado en Weird Tales en 1931. Relata un episodio trascendente en la vida de Thomas Olney, un hombre que busca llegar a la extraña casa en la cima de un risco en el poblado de Kingsport y sobre lo que encuentra allí.

## Sinopsis
Thomas Olney, profesor de filosofía de una cercana universidad, su esposa y sus hijos visitan Kingsport, un pequeño y antiguo pueblo a orillas del océano. Olney advierte que en la cima de un alto acantilado existe una casa, la cual despierta su curiosidad por su ubicación y aislamiento. Es extraña, antigua y se emplaza solitaria a una gran altura, sobre el borde del risco. Durante generaciones, la casa despertó el temor y la inquietud de los pobladores y ninguno recuerda o conoce a nadie que la haya visitado. Finalmente, Olney decide trepar el risco y llegar hasta la casa. Allí advierte que la única puerta de acceso a la construcción se abre directamente sobre el acantilado, como si sus habitantes fueran seres alados. Luego de un encuentro sobrenatural y extrañas vivencias, Olney regresa al día siguiente a Kingsport. Su personalidad ha cambiado, parece haber dejado parte de su espíritu en la extraña vivienda.

## Contexto
La ubicación ficticia de Kingsport, Massachusetts es uno de los elementos que conecta este cuento corto al de “El terrible anciano” (1921), cuyo personaje principal también aparece en “La extraña casa en la niebla” para explicar lo vieja que es esa casa. Además, se hace referencia a otros dioses de mitologías tradicionales, como a Neptuno, de la mitología romana, a Poseidón, de la griega, y a Nodens, de la mitología céltica, todos dioses del mar de diferentes culturas, además de la mención del Dios judeocristiano. Esto implica que estos dioses existen simultáneamente con los dioses de la mitología de Lovecraft, o por lo menos que los habitantes de este poblado conocen a esos mismos dioses, aun cuando prevalece la influencia de los Dioses Primigenios o los Dioses arquetípicos, que son de las figuras principales y más conocidas en la mitología de este autor. Además, dentro de la historia se hace referencia a los otros dioses y a los dioses de la Tierra que anteceden a los Dioses Anteriores, y que son mencionados en “Los otros dioses” (1933).  

## Personajes

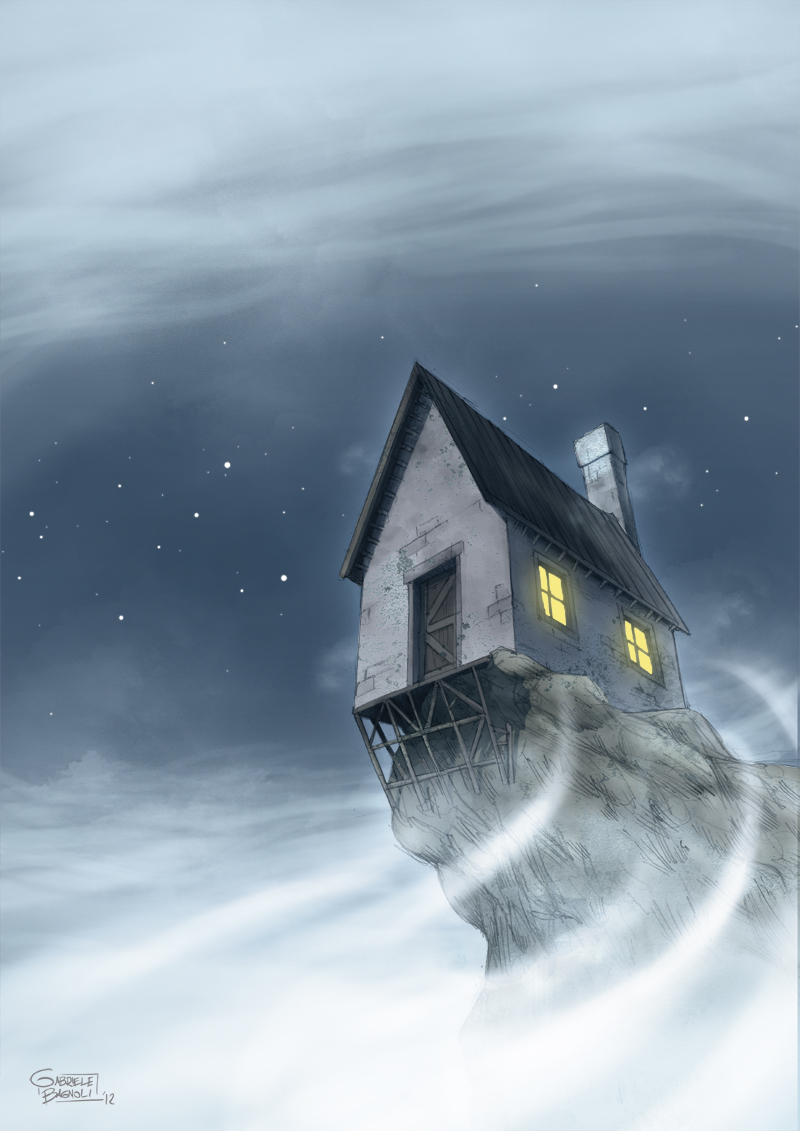
Representación gráfica de Gabriele Bagnoli basada en el relato.

- Thomas Olney: un filósofo que enseña en una universidad cerca de Narragansett Bay en Rhode Island, y que llega a Kingsport con su familia. Al inicio es descrito como alguien acostumbrado a una cotidianidad previsible y repetitiva tanto en sus acciones como en sus pensamientos.
- La familia de Thomas Olney: la esposa e hijos de este personaje; son descritos, ella como robusta, y ellos como juguetones. Cuando Olney se encuentra en la cabaña en el risco y su familia se preocupa, estos le rezan a Dios, aunque lo que les preocupa en realidad es simplemente la lluvia.
- La abuela Orne: una anciana que vive en Ship Street, que le relata a Olney que su abuela había escuchado una vez que había sombras extrañas que entraban a la casa del risco más alto.
- El hombre que vive en la casa: este hombre es descrito como portador de una gran barba negra y ojos fosforescentes que han visto mucho. Su cara se ve joven pero a la vez impresiona como una persona increíblemente vieja. Su voz es gentil y antigua. Olney describe a este hombre como extraño pero amable y lleno de la magia del tiempo y del espacio. Él, posiblemente, es aquello que devoró el espíritu de Olney.

Otros personajes que no aparecen directamente en el relato pero cuya influencia es decisiva son:
- El hombre viejo: el personaje principal de El viejo terrible, en esta historia solo aparece como un personaje secundario para atestiguar que esa casa ha estado ahí, por lo menos, desde que su abuelo era niño, y también le relata historias que este le había contado sobre la misma al personaje principal. Por lo viejo que se menciona que es, se concluye dentro del cuento que esta casa debe de haber estado ahí desde tiempos de la colonia.
- Neptuno/Nodens: la figura que rescata a Olney y al hombre de la cabaña de la figura de sombras que había pasado antes frente a la cabaña. Estos dos personajes también pueden haber sido los que transformaron el espíritu de Olney.
- Los Dioses Anteriores: solo son mencionados dentro del relato como referencia a otros dioses primigenios que subsisten, aunque los habitantes de Kingsport crean que son simples leyendas antiguas.

## Ubicaciones
Aunque otras ubicaciones son mencionadas, como las Bristol Highlands para mencionar la vida de Thomas Olney después de haber pasado por Kingsport, esa es la única ubicación importante en esta historia. Allí, en un acantilado en el poblado ficticio de Kingsport, Massachusetts, se ubica la casa epónima de la historia. Igual que muchos otros poblados inventados por Lovecraft, Kingsport se ubica cerca del ficticio río Miskatonic, cerca de su desembocadura más allá de Arkham. En Kingsport, cerca de los riscos, hay ubicaciones específicas con nombres como la diadema del Padre Neptuno, y la Calzada.

## Ediciones
Algunas ediciones en castellano de la obra fueron:
- 1991. Biblioteca de El Sol. Compañía Europea de Comunicación e Información (España). ISBN 9788479692452.
- 1993. Biblioteca Página/12. Rei (Argentina). ISBN 9789506951429.
- 1997. La aventura literaria. Comunicación Uno (España). ISBN 9788492166534.